# مارتین سکس
مارتین سَـکس (انگلیسی: Martin Sacks؛ زادهٔ ۱۶ اکتبر ۱۹۵۹) بازیگر و کارگردان فیلم اهل استرالیا است.
از فیلم‌ها یا مجموعه‌های تلویزیونی که وی در آن‌ها نقش داشته است، می‌توان به ونت ورت، همه قدیسین، اسرار دکتر بلیک، نجات: عملیات ویژه، دایره جنایی، مثل یک دختر سواری کن، حقیقت، فریب مطلق و عشق در لیمبو اشاره نمود.
وی ۵ مرتبه برندهٔ جایزه لوگی شده است.